# Merkantilismus

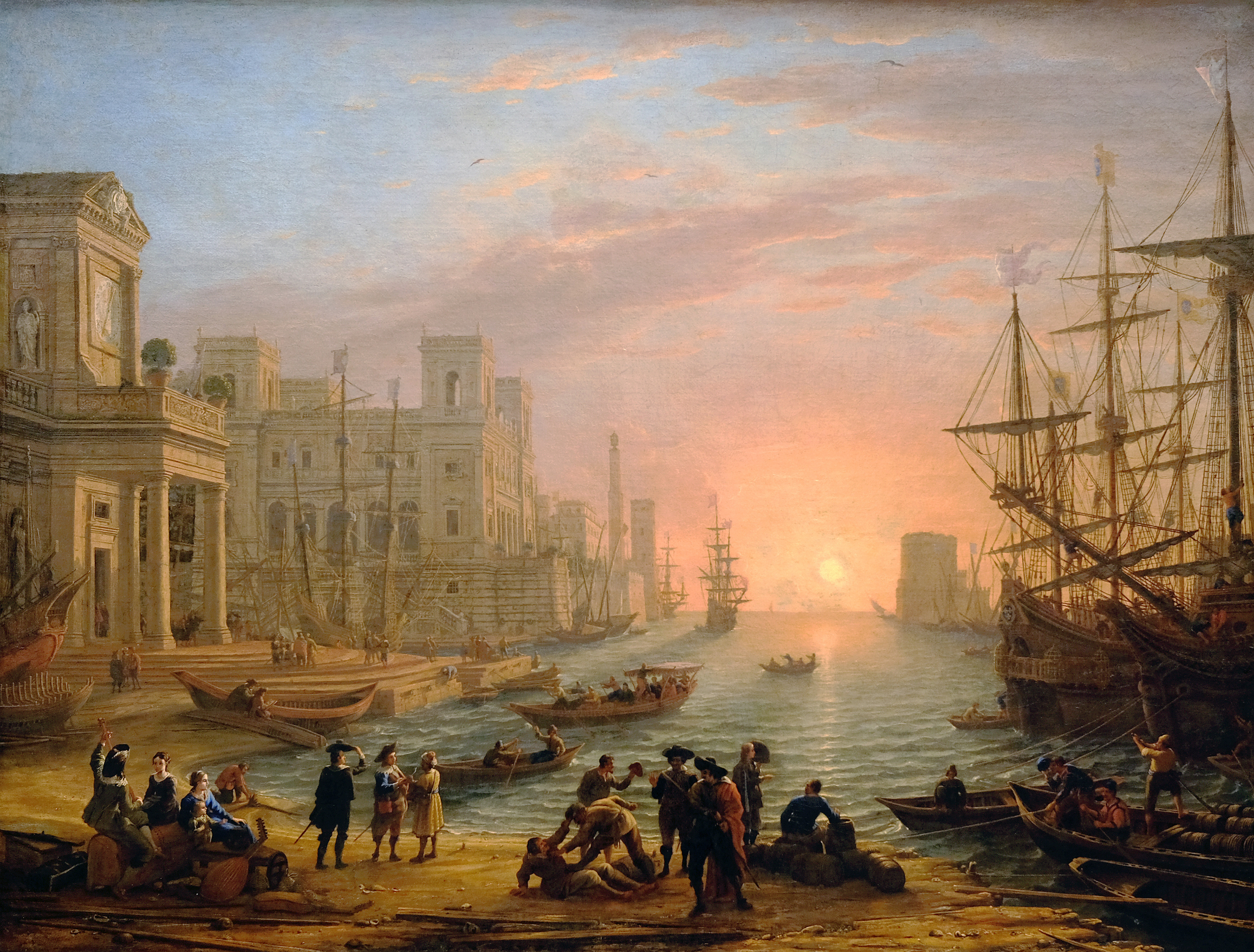
Claude Lorrain: Západ slunce ve francouzském přístavu. Obraz z roku 1639, období vrcholného merkantilismu.

Merkantilismus je směr hospodářské politiky, kladoucí důraz na maximalizaci ekonomického vývozu (exportu) státu do jiných ekonomik. Je považován za první buržoazní ekonomickou teorii, která vznikla na přelomu 16. a 17. století v západní Evropě, v modernizovaných částech Evropy byla dominantní od 16. do 18. století.
Podporuje vládní regulaci národního hospodářství za účelem posílení státních mocností na úkor moci. To vede k paradoxnímu jevu, kdy nakonec dojde k zcela opačnému jevu. Taková politika často vedla k válce, ale i ke koloniální expanzi.
V oblasti evropského ekonomického myšlení tato teorie převládala od počátků kapitalismu téměř až do průmyslové revoluce. 

## Název
Francouzské slovo mercantile znamenalo původně „obchodník, obchodní“ (později získalo pejorativní význam „ziskuchtivý“) a je původem přes italštinu od latinského merx, „zboží“ a mercari „obchodovat“ (sr. Mercurius – římský bůh obchodu). Ve Francii byla doktrína nejvíc prosazována ministrem Colbertem a tato verze proto bývá také označovaná jako colbertismus. Označení système mercantile se objevuje v 18. století u francouzských autorů a převzal je i Adam Smith. Termín merkantilismus se prosadil v 19. století, zejména v prostředí německé ekonomické školy.

## Podstata merkantilismu

### Hlavní zásady merkantilismu
- Bohatství země je určeno odečtením hodnoty drahých kovů v zemi od vyčíslené hodnoty jiných ekonomicky směnitelných produktů.

- Bohatství se vytváří především v jednom státním útvaru. V mnohem menší míře i v obchodních vztazích (mezinárodní obchod).
- Příčinou obchodu je aktivní obchodní bilance a k tomu slouží protekcionismus, státní subvence a vydávání ochranných cel.

- Růst bohatství nesouvisí přímo s koloniální expanzí ani popřípadě s anexí území těžby.
- „Soustava je založena na ztotožnění bohatství s jeho peněžní formou. Ztotožnění bohatství s penězi souviselo s několika vlivy. Především bylo projevem odlišného chápání peněz a jejich funkcí. Jestliže předchozí názory interpretovaly peníze především jako transakční prostředek, pro merkantilisty byly peníze především univerzálním uchovatelem hodnot.“[3]
- V merkantilismu se řešily především hospodářské otázky spojené se zájmy absolutistických panovníků, velkých finančních domů a obchodních společností. Přímé zásahy státu do ekonomiky omezily volnou konkurenci a měly zabránit úniku zlata ze země. Zisk byl dosahován obchodem s výrobky vyráběnými převážně cechovními řemeslníky a feudálními velkostatky, které se prodávaly panovnickému dvoru a feudálům.
- Merkantilisté viděli velkou populaci jako formu bohatství, která umožnila rozvoj větších trhů a armád. Naproti merkantilismu byla doktrína fyziokratismu, která předpovídala, že lidstvo vyčerpá své zdroje. Myšlenka merkantilismu byla chránit trhy i udržet zemědělství a ty, kteří na něm záviseli.
- Rakouský právník a vědec Philipp Wilhelm von Hornick, jeden z průkopníků kameralismu, podrobně popsal program toho, co považoval za efektivní národní ekonomiku v Rakousku a shrnuje principy merkantilismu.[4]
  - malá část půdy země bude využita pro zemědělství, těžbu nebo výrobu.
  - Všechny suroviny nalezené v zemi se mají využít v domácí výrobě, protože hotové výrobky mají vyšší hodnotu než suroviny.
  - To, aby byla podpořena velká, nepracující populace.
  - Veškerý vývoz zlata a stříbra je zakázán a veškeré domácí peníze jsou v oběhu.
  - Veškerý dovoz zahraničního zboží by se měl co nejvíce omezit.
  - Pokud jsou některé dovozy nepostradatelné, získávají se z první ruky výměnou za jiné domácí zboží.
  - Žádný dovoz není povolen, pokud je zboží dostatečně a vhodně produkováno doma.
- Někteří učenci zcela odmítají myšlenku merkantilismu argumentujíce tím, že dává „falešnou jednotu k rozporuplným událostem“. Smith viděl obchodní systém jako obrovské spiknutí výrobců a obchodníků proti spotřebitelům. Tento názor vedl některé autory, zejména Roberta E. Ekelunda a Roberta D. Tollisona, k označení merkantilismus za „společnost hledající rentu“. Do jisté míry samotná merkantilistická doktrína učinila obecnou ekonomickou teorii nemožnou.[5] Merkantilisté považovali ekonomický systém za hru s nulovým součtem, ve kterém každý zisk jedné strany vyžadoval ztrátu z druhé.[5] Takže jakákoliv ekonomická událost, z níž by jedna skupina obyvatel profitovala, by podle definice poškodila druhou a neexistovala žádná možnost, že by se ekonomika využívala k maximalizaci společného bohatství nebo společného dobra.[6]
- Spisy merkantilistů byly také obecně vytvořeny k racionalizaci konkrétních postupů spíše než k ustanovení nejlepší jednotné politiky.[6]

## Historie merkantilismu
Merkantilismus byla dominantní teorie ekonomického myšlení v Evropě v 16. až 18. století. Rozdmýchal mnoho vnitroevropských válek a konfliktů tohoto období a byl zodpovědný za evropskou expanzi a imperialismus jak v Evropě tak ve zbytku světa.
Raná podoba merkantilismu se zrodila v italských městech. Důkazy merkantilistické praxe se objevily již v raně moderních Benátkách, Janově a Pise, v politice dynastie Medicejů. Ti přesouvali kupecký kapitál na venkov a opírali se tak o venkovské feudály. Na drahé kovy bylo pohlíženo jako na národní bohatství, což vedlo ke zrození doktríny platební bilance. Doktrína spočívala v tom, že vlády měly za cíl napomáhat vývozu a redukovat dovoz produktů řemesel i manufaktur. Zároveň ale vlády podporovaly dovoz a vývoz surovin a obilí, což nemělo dobrý vliv na mezinárodní obchodní výměnu. Jednalo se o takzvané národní sobectví – cílem merkantilistů byl zisk vlastního zlata a ne vzestup ostatních mocností. Podle merkantilistů v penězích spočívala síla národa.
Nicméně, vznik merkantilismu jako ekonomické teorie je datován až počátkem renesance, kdy se rozběhlo rozsáhlé obchodování.

## Merkantilismus ve Francii

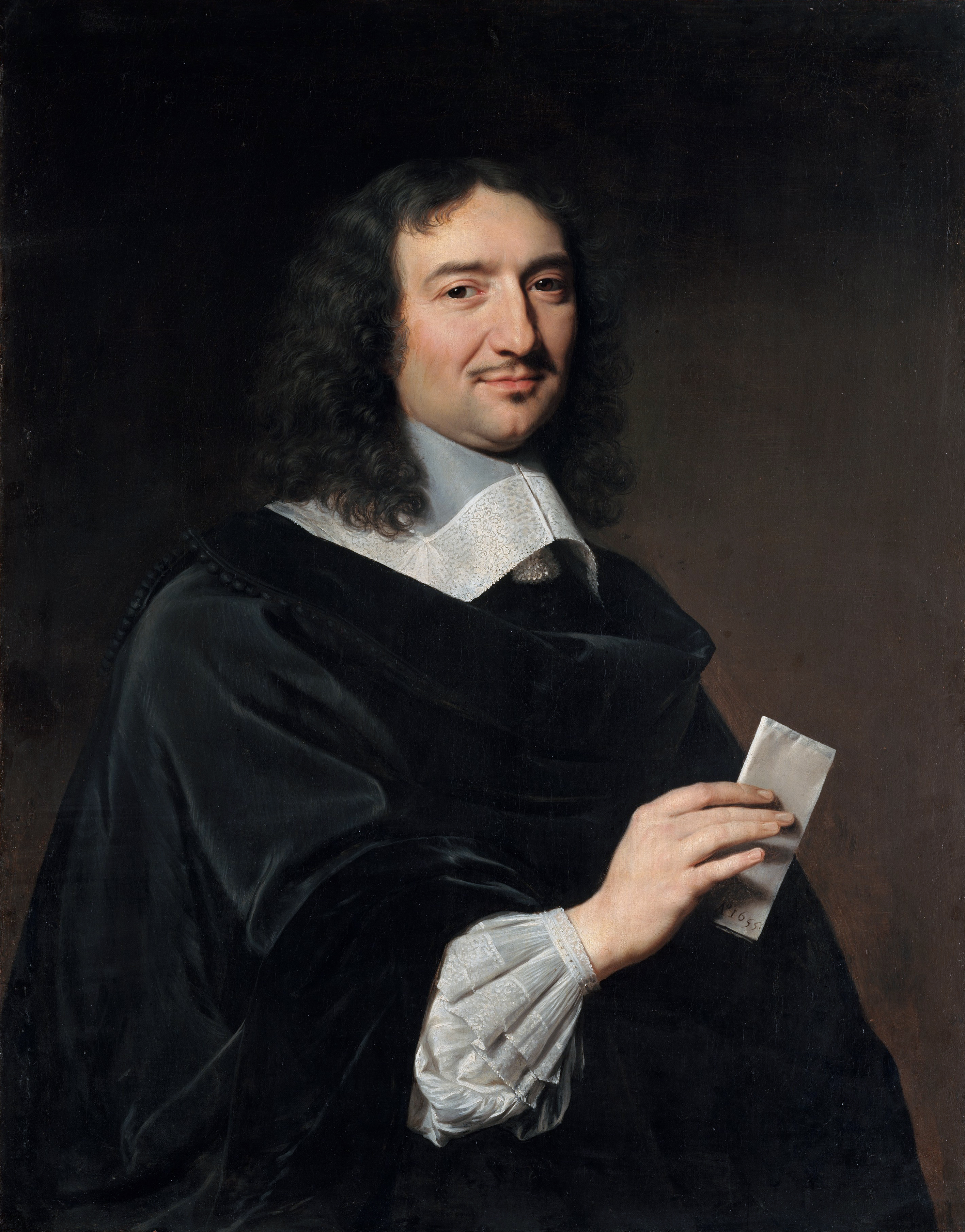
Jean-Baptiste Colbert

Merkantilismus byl prosazován na dvoře francouzského krále Ludvíka XIV. V této době Francie pronikla do kolonií (Amerika – Louisiana, Kanada, Indie, Indonésie). Hlavním představitelem byl Jean-Baptiste Colbert, ekonom, právník a ministr financí. Colbert byl od roku 1651 ve službách kardinála Mazarina a ovlivňoval státní záležitosti. Byl autorem mnoha občanských, trestních, obchodních a jiných nařízení, která přispěla k sjednocení zákonodárství ve Francii. Podpořil vznik obchodních společností pro styk se zámořím a kolonizaci Kanady a Louisiany. V roce 1666 založil Akademii věd. Je po něm nazvána francouzská varianta merkantilismu (colbertismus), jejímž cílem bylo zajistit zvýšení státních příjmů.
Tento program ekonomické rekonstrukce měl Francii pomoci stát se opět dominantní evropskou mocností. Colbertovým úkolem bylo navrátit řád státním financím, které se dostaly do chaosu za minulého ministra financí, Nicolase Fouqueta, jehož hlavním zájmem bylo obohacovat se na úkor státní pokladny. Pokusil se o daňovou reformu. Církev ani šlechta daň platit nemusela, snažil se tedy o revizi jejich titulů, aby se zjistilo, kdo žádá o výjimku neprávem.
Podporoval také zakládání královských manufaktur a výrobu a obchod spojený s odčerpáváním bohatství ve prospěch zájmů státu. K vylepšení postavení Francie bylo podle něj kromě omezení moci Nizozemí také zvýšení podílu na mezinárodním obchodě. Hlavním cílem potom byla produkce kvalitnějšího zboží a obchodní loďstvo, které by ho mohlo rozvážet.

## Merkantilismus vAnglii
Stejně jako ve Francii, i v Anglii (ovládané Cromwellem) se cítili ohroženi mocí Nizozemska. Museli také začít hospodařit podle merkantilistického vzoru. Jedním z opatření byla Navigační akta, která nejvíce poškodila právě Nizozemí.
V Anglii byl představitelem merkantilismu Thomas Mun (1571–1641), který působil ve funkci ředitele anglické Východoindické společnosti. Napsal Pojednání o obchodu Anglie s východní Indií (1601), ostrý útok proti monetárnímu systému. Dalším jeho dílem je Bohatství Anglie ze zahraničního obchodu.
Byl zastáncem zákazu vývozu zlata, jelikož zlatem lze zaplatit za výrobu zboží, které je možné vyvézt za vyšší cenu, a tak drahý kov získat. Smysl peněz viděl v schopnosti dělat obchod, který jejich počet rozmnoží.

## Merkantilismus vČesku
Rakouská monarchie byla oproti západu ekonomicky opožděná a neznala merkantilistické učení založené na státních zásazích do ekonomiky. Vídeňský dvůr teoretikům ekonomie nedával možnost se projevit.
V českém prostředí řadu návrhů podpory průmyslového rozvoje vyslovili jako první dva brněnští měšťané – konšel a císařský rychtář Pavel Hynek Morgenthaller a advokát a podnikatel Fabián Šebestián Malivský. Jejich doporučení zemským úřadům a císařskému dvoru se na světě ocitla kolem roku 1650. Vyslyšena však nebyla, přestože svá doporučení jako první vyslovili jako učení.
Morgenthaller kritizoval daňové zatížení sociálně nejslabších, dával důraz na důležitost podpory řemeslné výroby. Vyrábět se mělo i drahé zboží za účelem snížení výdajů za tyto výrobky z ciziny. Inspiroval se Francií, kde se luxusní zboží v 17. století vyrábět začalo. V jeho ideách pokračoval Malivský, kterému se ale založení manufaktur na Moravě a přivedení zahraničních dělníků také nepodařilo prosadit.

## Kritika
Adam Smith a David Hume jsou považování za otce antimerkantilistických myšlenek. Nicméně už daleko dříve řada vědců zjistila, že se s merkantilismem pojí významné nedostatky.
V roce 1690 John Locke tvrdil, že ceny se mění v poměru k množství peněz. Lockeovo Druhé pojednání také poukazuje na jádro anti-merkantilistické kritiky: že bohatství světa není fixní, ale je vytvořeno lidskou prací. Merkantilisté nedokázali porozumět pojmu absolutní výhody, srovnávací výhody a výhody obchodu
David Hume slavně poukázal na nereálnost merkantilistického cíle ohledně pozitivní rovnováhy obchodu. Protože například drahé kovy dovážené do jedné země by zde zvýšily zásoby, ale zároveň by se hodnota drahých kovů v tomto státě ve srovnání s jiným zbožím neustále snižovala. Naopak ve státě vyvážejícím drahé kovy by se s jejich ubýváním jejich hodnota pomalu zvyšovala. Nakonec by nebylo nákladově efektivní vyvážet zboží ze země s vysokou cenou do země s nízkou cenou a obchodní bilance by se obrátila. Merkantilisté to zásadně nepochopili a dlouho tvrdili, že zvýšení peněžní zásoby jednoduše znamená, že každý se stane bohatším.
První školou, která úplně odmítla merkantilismus, byli fyziokraté, kteří rozvinuli své teorie ve Francii. Nicméně jejich teorie měly také několik důležitých problémů a úplné nahrazení merkantilismu nenastalo, dokud Adam Smith neuveřejnil v roce 1776 dílo Bohatství národů. Tato kniha načrtává základy toho, co je dnes známé jako klasická ekonomie.
Merkantilistická pravidla byla v průběhu 18. století v Británii neustále odstraňována a během 19. století si britská vláda plně osvojila volný obchod a ekonomiku laissez-faire od Adama Smitha. Ve Francii zůstala ekonomická kontrola v rukou královské rodiny a merkantilismus pokračoval až do francouzské revoluce. V Německu zůstal merkantilismus důležitou ideologií v 19. a počátku 20. století, kdy byla historická ekonomická škola rozhodující.

## Citáty
Vybrané citáty z Morgenthallerova díla Všeobecné příčiny rozkvětu a úpadku státu (Generalis florentis et intereuntis rei publicae causae):
- Stát získává své příjmy především z daní a poplatků, které mají být úměrné zdrojům poplatnických příjmů a mají být spravedlivě rozvrženy. Morgenthaller odsuzuje daňové zatížení sociálně nejslabších, a prohlašuje: „Falešné není to zlato, jež je smíšeno se slzami poplatníků.“

- V době, kdy feudálové přesunovali berní břemeno na své poddané, bylo dost odvážné napsat (kupříkladu), že „nikdo nemá býti osvobozen od daňové povinnosti, bohatým nemá v tomto ohledu býti polehčováno na úkor chudých.“

- Kterak vylepšit státní rozpočet: „To, co se vybere od poddaných, se má vynaložiti k veřejnému prospěchu, a ne na pochybené výdaje anebo pro vladařovy oblíbence. Je v zájmu vlády, aby její úřednický aparát byl poctivý a neúplatný. Je nutno připomenout panovníkovi, aby zkoumal, odkud bere tak mnohý veřejný činitel peníze na svůj honosný dům, nádherný šat, drahá jídla, zahrady, dvory, mlýny, zámky a podobně. Lehce pak přijde na to, že je to většinou z odcizených veřejných prostředků.“

- „Je prvním úkolem řádného vladaře pečovat o rozvoj řemesel a výroby. Není-li v zemi dostatek řemeslníků, má je přilákati dobrými mzdami a zvláštním uznáním a odměňováním nejzdatnějších.“

## Neomerkantilismus
Neomerkantilismus je hospodářská politika z 20. století. Zaměřuje se na rychlejší ekonomický růst založený na pokročilé technologii. Podporuje ochranu skrz vytváření nadnárodních obchodních bloků. Cílem je také zvýšit devizové rezervy vlády, čímž umožňuje monetární i fiskální politice být efektivnější.